# Tuulikki Mons
Il Tuulikki Mons è una struttura geologica della superficie di Venere.